# Frederic Francesc III de Mecklenburg-Schwerin
Frederic Francesc III de Mecklenburg-Schwerin (Ludwigslust, 19 de març de 1851 - Canes, 1897) fou Gran Duc de Mecklenburg-Schwerin del 1883 fins a la seva mort l'any 1897.
Nat el dia 1851 a la ciutat de Ludwigslust, fill de Frederic Francesc II de Mecklenburg-Schwerin (1823-1883) i d'Augusta de Reuss. Frederic Francesc era net per via paterna del gran duc Pau Frederic I de Mecklenburg-Schwerin i de la princesa Alexandrina de Prússia i per via materna ho era del príncep Enric LXIII de Reuss-Köstritz i de la comtessa Elionor de Eleonore zu Stolberg-Wernigerode. Tenia asma i insuficiència cardíaca. S'estava la major par del temps al Llac Léman, amb sa madrastra a Palerm, a Baden-Baden i a Canes. Deixava els afers d'estat al general Frederich de Maltzahn (1848-1907). Frederic Francesc era germà del duc Enric de Mecklenburg-Schwerin, espòs de la reina Guillermina I dels Països Baixos, de la gran duquessa Maria de Mecklenburg-Schwerin, esposa del gran duc Vladimir de Rússia i de la duquessa Elisabet de Mecklenburg-Schwerin esposa del gran duc Frederic August I d'Oldenburg.
Ja des de jove corrien rumors a la cort que era homosexual. Després de la seva mort, Gustav Rohde, un sastre va fer xantatge amb lletres seves del 1897, en que hauria manifestat clarament el seu amor per a homes. Rohde i el seu còmplice van ser arrestats a Londres pel comissari Hans von Tresckow i condemnats a llargues penes de presó
Educat en l'ambient conservador de la cort de Schwerin es casà el dia 24 de gener de 1879 a Sant Petersburg amb la gran duquessa Anastàsia de Rússia, filla del gran duc Miquel de Rússia i de la princesa Cecília de Baden i neta del tsar Nicolau I de Rússia. Van tenir tres fills que van seguir una política matrimonial eficient que portà la casa del Gran Ducat de Mecklenburg-Schwerin a establir llaços familiars amb les famílies reials de Dinamarca, Prússia i Hannover.
- Alexandrina, duquessa de Mecklenburg-Schwerin, nada a Schwerin el 1879 i morta a Copenhaguen el 1952. Es casà amb el rei Cristià X de Dinamarca el 1898 a Canes.
- Frederic Francesc IV, gran duc de Mecklenburg-Schwerin, nat a Palerm el 1882 i mort a Flensburg el 1945. Es casà amb Alexandra de Hannover.
- Cecília de Mecklenburg-Schwerin, nada a Schwerin el 1886 i morta a Hechingen el 1954. Es casà amb Guillem de Prússia el 1905 a Berlín.

## Un governador absent, una mort amb qüestions

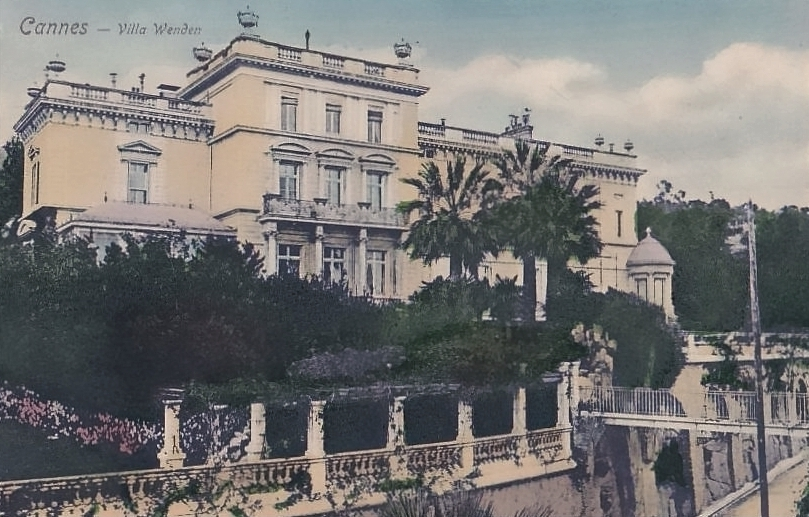
Vil·la Wenden, la seva residència a Canes

Frederic Francesc tenia greus problemes de salut al llarg de la seva vida. Es va limitar la gestió a tasques representatives i des de l'any 1886 el secretari d'estat Alexander von Bülow (1829-1901) es va encarregar del govern del ducat. L'any 1897 mentre passava les vacances a la seva residència de la Costa Blava va caure des del balcó de la seva residència Vil·la Wenden a la carretera. Tot i que totes indicava un suïcidi, la versió oficial va ser una caiguda després d'una insuficiència cardíaca com a conseqüència d'un atac d'asma.